# Christina Odenberg

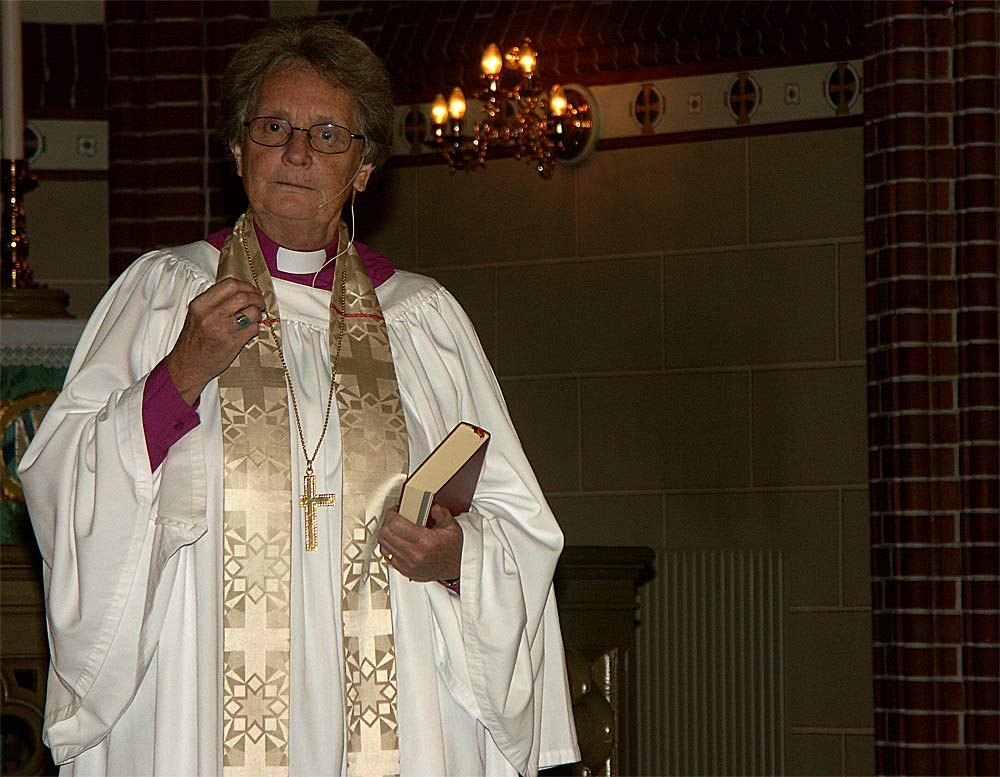
Christina Odenberg.

Christina Odenberg (nació el 26 de marzo de 1940) es la obispo de la Diócesis de Lund en Suecia. Designada el 5 de junio de 1997 ha sido la primera mujer obispo en la historia de la Iglesia de Suecia. Su hermano Mikael Odenberg es el actual ministro de defensa de Suecia. 
Christina Odenberg se retiró el 31 de marzo, del 2007, y la sucedió en el puesto Antje Jackelén.